# 莒溪镇 (苍南县)
莒溪镇是中华人民共和国浙江省温州市苍南县下辖的一个镇。
2016年1月23日，浙江省人民政府批复同意调整桥墩镇管辖范围，增设莒溪镇，镇政府驻云山街132号。

## 行政区划
莒溪镇下辖以下村级行政区划单位：
云山社区、莒溪村、田寮村、宫外村、溪东村、王立村、王洞村、西厅村、上村、大坪村、大山村、大峨村、天井村、黄畲村、坳下村和桥南村。